# Karabin M21
Rifle, 7.62mm, Sniper, M21 – amerykański karabin wyborowy, wersja karabinu M14

## Historia
W drugiej połowie lat 60. XX wieku US Army rozpoczęła poszukiwania nowego karabinu wyborowego, następcy wyborowych wersji karabinu M1 Garand. Za najlepsze rozwiązanie uznano wprowadzenie do uzbrojenia wyborowej wersji przepisowego karabinu M14. Prace prowadziły wspólnie Army Weapons Command, Combat Development Command i Limited Warfare Agency.
W 1969 roku Rock Island Arsenal przebudował 1435 karabinów M14NM (sportowa wersja M14) do standardu XM21. Przebudowie postanowiono poddać karabiny M14NM ponieważ jako broń sportowa charakteryzowały się one mniejszym rozrzutem niż seryjne, produkowane dla armii M14. Przebudowa obejmowała wyposażenie karabinu w podstawę celownika optycznego i celownik optyczny Leatherwood 3-9 × 46 Adjustable Ranging Telescope (ART). Przed wyposażeniem w celownik optyczny wszystkie karabiny były demontowane, a następnie ręcznie pasowano komorę gazową z tłokiem oraz mechanizm spustowy. W efekcie uzyskiwano bardzo płynne działanie automatyki broni, oraz mechanizmu spustowego. Gotowe XM21 testowano, przy czym wymagano aby średni rozrzut 10-strzałowej serii z odległości 300 m był nie większy niż 6 cali.
Wyprodukowano karabiny XM21 skierowano do prób w jednostkach US Army (także walczących podczas wojny wietnamskiej). Ostatecznie karabin został przyjęty do uzbrojenia w 1975 roku jako Rifle, 7.62mm, Sniper, M21 i z czasem stał się podstawowym karabinem strzelców wyborowych US Army.
Poza wprowadzeniem kolby i łoża z kompozytów w miejsce drewnianych konstrukcja karabinu M21 nie była modyfikowana do momentu zakończenia produkcji. Karabin M21 od 1988 roku jest zastępowany przez powtarzalny karabin wyborowy M24 SWS. Pomimo oficjalnego wycofania z uzbrojenia karabin M21 nadal jest używany przez US Army (zwłaszcza przez US Army Special Forces).

## Opis
Karabin M21 jest indywidualną bronią samopowtarzalną. Zasada działania oparta na wykorzystaniu energii gazów prochowych odprowadzanych przez boczny otwór lufy. Ryglowanie przez obrót zamka. Mechanizm spustowy umożliwia strzelanie ogniem pojedynczym. Zasilanie z dwurzędowych magazynków pudełkowych o pojemności 20 naboi. Lufa zakończona tłumikiem płomieni. Broń jest wyposażona w celownik optyczny Leatherwood 3-9 × 46 (ART). Celownik optyczny jest uzupełniany przez mechaniczne przyrządy celownicze składające się z muszki i celownika krzywiznowego z przeziernikiem.